# Тимофеев, Артём Андреевич
Артём Андре́евич Тимофе́ев (род. 12 января 1994, Саратов) — футболист, полузащитник московского «Локомотива».

## Клубная карьера

### Ранние годы
Футболом начал заниматься в родном Саратове в футбольной школе «Сокола». В 2006 году в составе сборной ДФЛ (Детской футбольной лиги) Тимофеев принимал участие на турнире в Москве, где его заметили представители «Спартака» и пригласили в команду.
Спустя 2,5 года, из-за недостатка игровой практики ушёл из «Спартака» в футбольную школу «Чертаново», которую успешно окончил и стал играть за команду «ЛФК Чертаново». Первоначально играл на позиции нападающего, но в «Чертаново» переквалифицировался в опорного полузащитника. В январе 2012 года вернулся в «Спартак» и стал выступать за дублирующий состав.

### «Спартак» Москва
В основном составе «красно-белых» дебютировал 22 августа 2013 года в мачте 4-го квалификационного раунда Лиги Европы против «Санкт-Галлена». В чемпионате России дебютировал 15 марта 2015 года, выйдя на замену в матче 19-го тура против московского «Динамо». 7 октября 2018 года в гостевом матче против «Енисея» забил первый гол за «Спартак», в итоге ставший победным.

#### Аренда в «Крылья Советов»
10 января 2019 года перешёл в самарские «Крылья Советов» на правах аренды до конца сезона 2018/19. 2 марта 2019 года дебютировал за новый клуб в матче 13 тура Российской Премьер-лиги против московского «Локомотива» (2:2), выйдя на замену на 85 минуте вместо Пауля Антона. 5 мая 2019 года в матче 27 тура РПЛ против «Уфы» (1:1) забил свой первый гол за «Крылья Советов». За «Крылья Советов» в РПЛ 2018/19 провёл 10 матчей, забил 1 гол и отдал 1 голевую передачу, в стыковых матчах провёл 2 матча. В июне 2019 года, после завершения аренды, вернулся в «Спартак».
27 июня 2019 года снова был арендован «Крыльями Советов», арендное соглашение рассчитано до конца сезона 2019/20. 31 июля 2020 года покинул «Крылья Советов» в связи с истечением срока арендного соглашения и вернулся в «Спартак».

### «Ахмат»
6 августа 2020 года на правах аренды перешёл в «Ахмат», арендное соглашение рассчитано до конца сезона 2020/21. 9 августа 2020 года дебютировал за «Ахмат» в гостевом матче 1-го тура чемпионата России против тульского «Арсенала» (0:0), в этом матче вышел в стартовом составе и провёл на поле весь матч. 22 августа 2020 года в матче 4-го тура чемпионата России против «Химок» (2:1) на 74-й минуте матча забил свой первый мяч за «Ахмат», замкнув передачу Бернарда Бериши, также по итогу матча был признан лучшим игроком. 26 августа 2020 года в матче 5-го тура против московского «Локомотива» (3:2) с передачи Владимира Ильина на 45-й минуте матча забил мяч. 31 октября 2020 года после домашнего матча 13-го тура чемпионата России против «Краснодара» (2:0) Тимофеев был признан лучшим игроком. 7 ноября 2020 года в гостевом матче 14-го тура чемпионата России против «Тамбова» (1:0) на 87-й минуте с передачи Максима Ненахова забил мяч и принёс своей команде победу, также был признан лучшим игроком. Всего в сезоне 2020/21 провёл за «Ахмат» 30 матчей во всех турнирах, забил 3 мяча и сделал 5 голевых передач. После окончания арендного соглашения вернулся в «Спартак». 31 июля 2021 года перешёл в «Ахмат», заключив контракт на три года.

### «Локомотив» Москва
4 июля 2024 года перешёл в московский «Локомотив», заключив контракт по схеме «1+1».

## Статистика

### Клубная
| Выступление               | Выступление      | Выступление      | Лига | Лига | Кубки | Кубки | Еврокубки | Еврокубки | Итого | Итого |
| Клуб                      | Лига             | Сезон            | Игры | Голы | Игры  | Голы  | Игры      | Голы      | Игры  | Голы  |
| ------------------------- | ---------------- | ---------------- | ---- | ---- | ----- | ----- | --------- | --------- | ----- | ----- |
| Спартак (Москва)          | Премьер-лига     | 2013/14          | 0    | 0    | —     | —     | 1         | 0         | 1     | 0     |
| Спартак (Москва)          | Премьер-лига     | 2014/15          | 3    | 0    | —     | —     | —         | —         | 3     | 0     |
| Спартак (Москва)          | Премьер-лига     | 2016/17          | 5    | 0    | —     | —     | 0         | 0         | 5     | 0     |
| Спартак (Москва)          | Премьер-лига     | 2017/18          | 8    | 0    | 0     | 0     | —         | —         | 8     | 0     |
| Спартак (Москва)          | Премьер-лига     | 2018/19          | 7    | 1    | 3     | 0     | 5         | 0         | 15    | 1     |
| Спартак (Москва)          | Итого            | Итого            | 23   | 1    | 3     | 0     | 6         | 0         | 32    | 1     |
| → Спартак-2 (Москва)      | ПФЛ              | 2013/14          | 11   | 0    | —     | —     | —         | —         | 11    | 0     |
| → Спартак-2 (Москва)      | ПФЛ              | 2014/15          | 5    | 1    | —     | —     | —         | —         | 5     | 1     |
| → Спартак-2 (Москва)      | ФНЛ              | 2015/16          | 27   | 0    | —     | —     | —         | —         | 27    | 0     |
| → Спартак-2 (Москва)      | ФНЛ              | 2016/17          | 13   | 2    | —     | —     | —         | —         | 13    | 2     |
| → Спартак-2 (Москва)      | ФНЛ              | 2017/18          | 1    | 0    | —     | —     | —         | —         | 1     | 0     |
| → Спартак-2 (Москва)      | Итого            | Итого            | 57   | 3    | —     | —     | —         | —         | 57    | 3     |
| → Крылья Советов (Самара) | Премьер-лига     | 2018/19          | 10   | 1    | —     | —     | —         | —         | 10    | 1     |
| → Крылья Советов (Самара) | Премьер-лига     | 2019/20          | 21   | 0    | 1     | 0     | —         | —         | 22    | 0     |
| → Крылья Советов (Самара) | Итого            | Итого            | 31   | 1    | 1     | 0     | —         | —         | 32    | 1     |
| Ахмат                     | Премьер-лига     | → 2020/21        | 26   | 3    | 4     | 0     | —         | —         | 30    | 3     |
| Ахмат                     | Премьер-лига     | 2021/22          | 27   | 2    | —     | —     | —         | —         | 27    | 2     |
| Ахмат                     | Премьер-лига     | 2022/23          | 26   | 8    | 5     | 0     | —         | —         | 31    | 8     |
| Ахмат                     | Премьер-лига     | 2023/24          | 10   | 2    | 3     | 0     | —         | —         | 13    | 2     |
| Ахмат                     | Итого            | Итого            | 89   | 15   | 12    | 0     | —         | —         | 101   | 15    |
| Всего за карьеру          | Всего за карьеру | Всего за карьеру | 200  | 20   | 16    | 0     | 6         | 0         | 222   | 20    |

### Сборная
Молодёжная сборная России
| № | Дата          | Оппонент | Счёт | Голы | Пасы | Карточки | Минуты    | Соревнование      |
| - | ------------- | -------- | ---- | ---- | ---- | -------- | --------- | ----------------- |
| 1 | 5 марта 2014  | Норвегия | 3:2  | —    | —    | —        | 19'( 71') | Товарищеский матч |
| 2 | 27 марта 2015 | Швеция   | 0:4  | —    | —    | —        | 90'       | Товарищеский матч |
| 3 | 31 марта 2015 | Швеция   | 0:2  | —    | —    | —        | 90'       | Товарищеский матч |
| 4 | 14 июня 2015  | Беларусь | 3:0  | —    | —    | —        | 45'( 45') | Товарищеский матч |

Итого: сыграно матчей: 4 / забито голов: 0; победы: 2, ничьи: 0, поражения: 2.

## Достижения
«Спартак» (Москва)
- Чемпион России (1): 2016/17
- Бронзовый призёр чемпионата России (1): 2017/18
- Победитель молодёжного первенства России: 2012/13

«Спартак-2» (Москва)
- Победитель Первенства ПФЛ (1): 2014/15 (зона «Запад»)